# Pool of Radiance: Ruins of Myth Drannor
Pool of Radiance: Ruins of Myth Drannor, inoffiziell auch als Pool of Radiance 2 bezeichnet, ist ein Computer-Rollenspiel des US-amerikanischen Spieleentwicklers Stormfront Studios. Das ursprünglich im Auftrag von Strategic Simulations, Inc. entwickelte Spiel steht in der Tradition des gleichnamigen Rollenspiels Pool of Radiance von 1988 und ist das erste Computerspiel, das die dritte Edition des Rollenspielregelwerks Dungeons & Dragons verwendete. Es wurde am 14. September 2001 über den französischen Publisher Ubisoft veröffentlicht, der SSI zwischenzeitlich übernommen hatte.

## Handlung
Die Stadt Neu Phlan leidet unter dem dunklen Einfluss eines untoten Drachen und einer Hexenkönigin. Diese haben die Kontrolle über den magischen Pool der untergegangenen Elfenstadt Myth Drannor an sich gebracht und stehen davor, nun auch die Herrschaft über die gesamte Region an sich zu reißen. Der Zauberer Elminster bemüht sich, einen Trupp Abenteurer mit dem Verschluss der Quelle zu beauftragen. Eine erste Gruppe, die mit dem dazu nötigen Handschuhen des Moander ausgestattet waren, ist jedoch verschollen. Daher beauftragt Elminster vier weitere Abenteuer mit der Suche.

## Spielprinzip
Wie die zeitgleichen D&D-Spiele von BioWare und den Black Isle Studios (Baldur’s Gate 2, Icewind Dale) verwendete Entwickler Stormfront eine isometrische Präsentation, wobei die Figuren als 3D-Modelle vor zweidimensionalen Hintergründen eingefügt wurden. Anders als die Konkurrenzprodukte setzte Stormfront jedoch auf ein rundenbasiertes Kampfsystem, das auf der Regelwerks-Edition 3.0 von Dungeons & Dragons basiert und mit festgelegten Zeitfenstern arbeitet. Deutlichster Unterschied zu früheren D&D-Umsetzung ist das sogenannte Point-Buy-Charaktersystem von D&D 3.0, das durch ein Punktesystem mit festen Preisen für die Charaktergenerierung und den Erwerb von Fähigkeiten an die Stelle des zufallsbasierten, ausgewürfelten AD&D-Regelwerks trat.
Zu Beginn des Spiels erstellt man eine Heldengruppe aus vier Figuren. Zur Auswahl stehen verschiedene Rassen (Mensch, Elf, Zwerg, Halbelf, Halbling oder Halbork) und Klassen (Barbar, Kleriker, Kämpfer, Mönch, Paladin, Dieb, Waldläufer und Hexenmeister). Im Vergleich zu anderen D&D-Spielen verzichtete Stormfront auf die Implementierung der Klassen Druide und Barde sowie die Rasse der Gnome. Diese Anfangsgruppe kann im durch Aufnahme weiterer Charaktere im Spielverlauf auf sechs Figuren anwachsen. Wie in Rollenspielen üblich sammeln die Figuren durch das Erledigen von Aufträgen (Quests, insg. 60) Erfahrungspunkte, durch die beim Erreichen bestimmter Punktegrenzen ein Stufenaufstieg verfügbar wird. Auf diese Weise können die Fähigkeiten der Spielfigur verbessert werden. In Pool of Radiance können die Spielerfiguren maximal Stufe 16 erreichen. Wegen einer Anpassung durch die Entwickler steigen die Figuren allerdings wesentlich langsamer auf, als vom Rollenspiel-Regelwerk vorgesehen.
Die Größe der Spielwelt entspricht etwa 9 km2, wovon die Oberwelt etwa 1 km2 ausmacht, während sich die restliche Fläche auf acht große unterirdische Dungeons verteilt. Hauptinhalt des Spiels sind die rundenbasierten Kämpfe, hinter denen Handlung und nicht-kämpferische Interaktionen (z. B. Dialoge) mit der Spielwelt und ihren Figuren zurücktreten. Ähnlich wie im Pen & Paper bestimmt der Initiativewert jeder Figur die Reihenfolge, in der die Charaktere agieren dürfen. Über Textmenüs kann der Spieler seinen Figuren Bewegungs- und Kampfanweisungen erteilen. Hierfür steht ihm jedoch nur ein gewisses Zeitfenster zur Verfügung. Lässt er diese Zeit verstreichen, führt die Spielfigur einen Standardbefehl aus.
Auch wenn der Spieler die Hauptquest beendet hat, ist es ihm möglich, die noch ausstehenden Nebenquests im Anschluss zu Ende zu führen. Neben der Einzelspieler-Kampagnen gibt es eine Mehrspieler-Modus.

## Entwicklung
Ruins of Myth Drannor wurde als Fortsetzung von SSIs Gold-Box-Serie (u. a. Pool of Radiance) konzipiert, mit der die Firma ab 1988 großes Kritikerlob errang. Ursprünglich wurde Ruins of Myth Drannor auf Grundlage der 2. Regelwerksedition Advanced Dungeons & Dragons entwickelt. Im Laufe der Entwicklung wurde das Spiel jedoch auf die im Jahr 2000 eingeführte dritte Regelwerksedition umgestellt. Es handelt sich um das erste Computerspiel, das die 3. Edition des D&D-Regelwerks verwendete.
Um einen hohen Wiedererkennungswert zu gewährleisten, engagierte Stormfront einen Architekten, der die Ruinen von Myth Drannor auf Grundlage der Grundrissplänen von D&D-Hersteller TSR ausarbeitete. Zwar blieb die Darstellung der Spielwelt wie bei Baldur's Gate auf vorgerenderte zweidimensionale Hintergründe beschränkt, die Spielfiguren wurden hingegen nicht mehr als Sprites, sondern als Polygonmodelle integriert. Das Covermotiv wurde von Gerald Brom illustriert.
Am 6. September 2001 gab Ubisoft den Abschluss der Arbeiten an der englischen Version bekannt. Am 26. November 2001 gab Ubisoft schließlich auch die Fertigstellung der deutschen Version bekannt, die am 13. Dezember erschien.

## Rezeption
| Deutschsprachiger Raum | Deutschsprachiger Raum |            |
| Publikation            | Wertung                |            |
| ---------------------- | ---------------------- | ---------- |
| 4Players               | 70 %                   |            |
| Gamecaptain            | 70 %                   |            |
| Gamers.at              | 7,5 von 10             |            |
| GameStar               | 69 %                   |            |
| Gameswelt              | 71 %                   |            |
| Gbase                  | 7,5 von 10             |            |
| Krawall.de             | 85 %                   |            |
| PC Action              | 75 %                   |            |
| PC Games               | 70 %                   |            |
| International          |                        |            |
| CGW                    | 1 von 5                |            |
| Game Informer          | 7,75 von 10            |            |
| GameSpy                | 65 %                   |            |
| GameSpot               | 6.3 von 10             |            |
| Gamezone               | 6 von 10               |            |
| IGN US                 | 6 von 10               |            |
| Jeuxvideo              | 13 von 20              |            |
| PC Gamer (US)          | 59 %                   |            |
| Metawertungen          |                        |            |
| GameRankings           | 60,33 %                | 60,33 %    |
| Metacritic             | 57 von 100             | 57 von 100 |

### Rezensionen
Das Spiel erhielt überwiegend negative Kritiken (Metacritic: 57 von 100 / GameRankings: 60,33 %). In den ersten zwei Wochen (Stand: 10. Oktober 2001) wurden lediglich 40.000 Kopien des Spiels abgesetzt.
Mehrfach kritisiert wurde die unübersichtliche, schwerfällige Menüsteuerung, daneben gab es Kritik an der Adaption des D&D-Regelwerks. Die Entwickler hätten demnach unpassende Veränderungen vorgenommen.
Im Test der US-amerikanischen Fassung bezeichnete das deutsche Printmagazin PC Games die Kämpfe aufgrund der großen Gegnerzahl als bisweilen ausufernd und die Dungeons als riesig. Der Tester äußerte außerdem den Verdacht, dass Computerspiel-Gegner im Vergleich zu den Spielefiguren vom Programm unfaire Vorteile erhalten würden. Er bemängelte zudem die oberflächliche Handlung, substanzlosen Dialoge und dass der Nutzen der verfügbaren Klassen nicht ausgeglichen sei. Im Nachtest der deutschen Version lobte das Magazin die gelungene deutsche Sprachversion. Allerdings kam es zu keiner Verbesserung der Spielspaß-Wertung. Beide Sprachfassungen erhielten 70 %, der Tester bezeichnete das Spiel als der Konkurrenz von Baldur’s Gate 2 und Arcanum: Von Dampfmaschinen und Magie unterlegen.
In seinem Rückblick für das US-amerikanische Onlinemagazin GameSpy beklagte Autor Allen Rausch, dass D&D-Fans nach den erfolgreichen Infinity-Spielen (Baldur’s Gate, Icewind Dale, Planescape: Torment) durch die Aussicht auf eine Neubelebung des Gold-Box-Klassikers und die erstmalige Umsetzung des Regelwerks 3.0 hohe Erwartungen gehabt hätten, die aufs Schlimmste enttäuscht worden wären:

“What ended up coming out was an atrocity on several levels. […] Sometime the past should just stay the past. If you see this game, walk away … really fast!”

„Was am Ende herauskam, war eine Grausamkeit auf mehreren Ebenen. […] Manchmal sollte die Vergangenheit lieber ruhen. Wenn ihr dieses Spiel seht, geht weiter… ganz schnell!“

Das US-amerikanische Spielemagazine Computer Gaming World verlieh Pool of Radiance: Ruins of Myth Drannor in seinem Jahresrückblick die Schmähauszeichnung Coaster of the Year (deutsch: Achterbahnfahrt des Jahres):

“Forget the unusable interface, the hideously repetitive play, the lack of real role-playing in a role-playing game, and nearly every other profound failure swirling the drain of this horror. It was the betrayal of gamer's trust and the Gold Box Pool legacy that cemented Pool of Radiances place as the worst game released in 2001.”

„Vergesst das unbenutzbare Interface, die grässlich repetitive Spielweise, den Mangel an echtem Rollenspiel in einem Rollenspiel und nahezu alle anderen profunden Fehler, die in diesem Abfluss des Horrors herumwirbeln. Es waren der Betrug am Spielervertrauen und dem Vermächtnis der Pool-/Gold-Box-Reihe, die Pool of Radiances Platz als schlimmste Spieleveröffentlichung 2001 zementiert haben.“

### Bugproblematik
Die Erstveröffentlichung des Spiels in den USA litt unter zwei erheblichen Programmfehlern. So konnte zum einen der vorgegebene Verzeichnispfad bei der Installation nicht abgeändert werden. Zum anderen wurden beim Ausführen der Deinstallationsroutine auch wichtige Systemdateien des Betriebssystems gelöscht.
Die später veröffentlichte deutsche Fassung enthielt bereits die ersten beiden veröffentlichten Updates und wurde mit der Versionsnummer 1.28 auf den Markt gebracht. Am 22. Dezember 2001 wurde Patch 1.3 veröffentlicht, im März 2002 folgte der finale Patch 1.4.

## Roman
- Carrie A. Bebris: Pool of Radiance: Ruins of Myth Drannor. Wizards of the Coast, Renton (Washington) 2000, ISBN 978-0-7869-1387-9.